# 清水安三
清水 安三（しみず やすぞう、1891年6月1日—1988年1月17日），日本人，基督教牧师、教育家。崇贞学园与樱美林大学的创始人。

## 生平

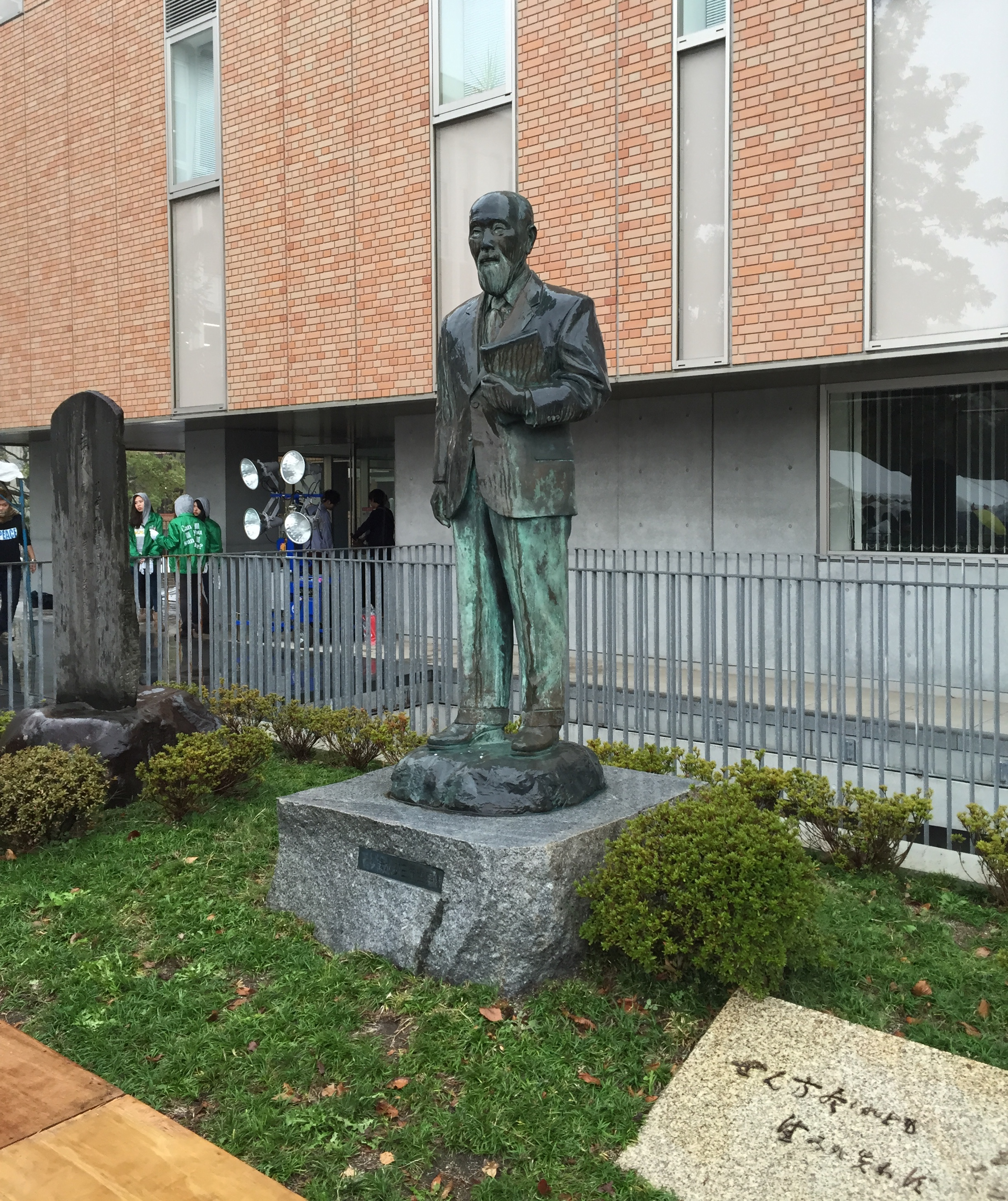
日本樱美林大学町田校区内清水安三的塑像

日本滋贺县出身，毕业于同志社大学神学部。后留学于美国欧柏林学院。1917年从日本前往中国大连进行宗教活动。1920年前往北京，在朝阳门外为中国人贫困子女创立崇贞平民工读学校（后为崇贞学园）。日本战败后回国，在东京都町田市创立了樱美林学园。1975年获母校同志社大学荣誉神学博士号。

清水安三在中国活动期间与鲁迅、内山完造等人有交往。清水安三是第一个向日本推介鲁迅作品的人。